# Haworthia cooperi var. picturata
Haworthia cooperi var. picturata, és una varietat de Haworthia cooperi del gènere Haworthia de la subfamília de les asfodelòidies.

## Descripció
Haworthia cooperi var. picturata és una petita suculenta sense tija que pot créixer vigorosament fins a formar grans grups. Les seves fulles són arrodonides o rabassudes de color verd groguenc pàl·lid. Les fulles són variables fins i tot a la mateixa roseta. La inflorescència és un raïm simple i laxe que porta unes 20 flors, de les quals quatre poden estar obertes alhora. Les flors són blanques amb tocs rosats i apareixen a finals de primavera i principis d'estiu.

## Distribució i hàbitat
Aquesta varietat creix a la província sud-africana del Cap Oriental. Està molt estesa al sistema de rius Grootrivier que inclou el Kougarivier, el Baviaanskloofrivier i Grootrivier (que significa "gran riu"), una regió dins de les muntanyes del plec del Cap, amb un terreny molt divers a una altitud d'entre 400 i 1 000 m. L'hàbitat està format principalment per penya-segats de gres quarsític orientats al sud (de color clar i de textura llisa), de la Formació Peninsular (Supergrup del Cap). El substrat té moltes cornises, esquerdes i fissures i és ideal per a l'establiment de plantes.

## Taxonomia
Haworthia cooperi var. picturata va ser descrita per (M.B.Bayer) M.B.Bayer i publicat a Haworthiad 16: 65, a l'any 2002.
Etimologia
Haworthia: nom en honor del botànic britànic Adrian Hardy Haworth (1767-1833).
cooperi: epítet que honora al botànic i explorador de plantes anglès Thomas Cooper (1815-1913) que va recol·lectar plantes a Sud-àfrica del 1859 al 1862.
var. picturata: epítet llatí que significa "com una pintura, variada".
Sinonímia
- Haworthia gracilis var. picturata M.B.Bayer, Haworthia Revisited: 78 (1999).
- Haworthia picturata (M.B.Bayer) M.Hayashi, Haworthia Study 3: 13 (2000).[7]